# Anolis fraseri
Anolis fraseri är en ödleart som beskrevs av  Günther 1859. Anolis fraseri ingår i släktet anolisar, och familjen Polychrotidae. IUCN kategoriserar arten globalt som livskraftig. Inga underarter finns listade i Catalogue of Life.